# Arma nuclear estratègica
Una arma nuclear estratègica és un tipus d'arma nuclear que està dissenyada per ser utilitzada en objectius que formen part d'un pla estratègic, com ara ubicacions de míssils nuclears, centres de comandament militar i grans ciutats.
Contrasten amb les armes nuclears tàctiques, les quals estan dissenyades per al seu ús en un camp de batalla, com a part d'un atac amb forces convencionals. Les armes nuclears estratègiques tenen significativament rangs de rendiment més elevats, almenys de 100 kilotones, i moltes més megatones.
L'arma nuclear més poderosa detonada fins ara va ser la Bomba Tsar (al voltant de 50 megatones), detonada a Nova Terra. Les armes nuclears estratègiques també tenen major rang. Els míssils balístics intercontinentals amb ogives nuclears són armes estratègiques, mentre que els míssils de curt abast són armes tàctiques. A més, si bé les armes tàctiques estan dissenyades per complir amb els objectius en el camp de batalla, l'objectiu principal de les armes estratègiques és prevenir atacs, especialment atacs nuclears.